# 1974 en musique
| \| • Retour à la chronologie générale de la musique populaire • \| |
| XXIe siècle • XXe siècle • XIXe siècle • XVIIIe siècle XVIIe siècle • XVIe siècle • XVe siècle • XIVe siècle XIIIe siècle • XIIe siècle • XIe siècle • Xe siècle IXe siècle • VIIIe siècle • Haut Moyen Âge • Rome • Grèce |
| • Retour à la chronologie générale de la musique populaire • |

| • Retour à la chronologie générale de la musique populaire • |

| Années de la musique populaire : 1971 - 1972 - 1973 - 1974 - 1975 - 1976 - 1977    |
| Décennies de la musique populaire : 1940 - 1950 - 1960 - 1970 - 1980 - 1990 - 2000 |

Cet article présente les faits marquants de l'année 1974 en musique.

## Faits marquants

### En France
- 49 millions de singles[1] et 50 millions d'albums[2] sont vendus en France en 1974.
- Premiers succès d'Alain Souchon (J'ai dix ans), Dave (Sugar baby love) et François Valéry (Une chanson d'été).
- 28 juin : Johnny Hallyday chante au pénitencier de Bochuz en Suisse.

### Dans le monde
- Premiers succès de AC/DC (Can I sit next to you girl), Gloria Gaynor (Never can say goodbye), Genesis (I know what I like), Billy Joel (Piano man), Lynyrd Skynyrd (Sweet Home Alabama), Barry Manilow (Mandy), Mike Oldfield (Tubular Bells), Queen (Seven seas of rhye), Donna Summer (The hostage) et ZZ Top (La grange).
- Charles Aznavour est no 1 des ventes au Royaume-Uni avec la chanson She.
- Apparition du mouvement Hip-hop.
- Décès de Duke Ellington.

## Disques sortis en 1974
- Albums sortis en 1974
- Singles sortis en 1974

## Succès de l'année en France (singles)

### Chansons classées Numéro 1
Cette liste présente, par ordre chronologique, tous les titres s'étant classés à la première place des ventes durant l'année 1974.
- Michel Delpech : Les Divorcés
- Titi et Grosminet : Titi à la neige
- Gérard Lenorman : Quelque chose et moi
- Daniel Guichard : Mon vieux
- Olivier Lejeune et Patrick Green : Pot pour rire Mr le président
- The Rubettes : Sugar Baby Love
- Claude François : Le téléphone pleure
- Dave : Vanina

### Chansons francophones
Cette liste présente, par ordre alphabétique, tous les titres francophones s'étant classés parmi les 10 premières places des ventes hebdomadaires durant l'année 1974.
- Alain Chamfort : Adieu mon bébé chanteur
- Au bonheur des dames : Oh les filles
- C. Jérôme : Bay Bay 26/38
- C. Jérôme : C’est moi
- C. Jérôme : Baby boy
- Christian Vidal : Angélique
- Christian Vidal : Sénérade
- Claude François : Chanson populaire
- Claude François : Sha la la
- Claude François : Le mal-aimé
- Claude François : Le téléphone pleure
- Claude-Michel Schönberg : Le premier pas
- Dalida : Gigi l'amoroso
- Daniel Guichard : Mon vieux
- Daniel Guichard : Chanson pour Anna
- Dave : Vanina
- Eric Charden : 14 ans, les Gauloises
- François Valéry : Une chanson d’été
- Frédéric François : Viens te perdre dans mes bras
- Frédéric François : Si je te demande
- Frédéric François : Il est déjà trop tard
- Frédéric François : Tant que je vivrai
- Gérard Lenorman : Quelque chose et moi
- Jacky Reggan : Premier baiser, première larme
- Jacques Dutronc : Gentleman cambrioleur
- Jean Gabin : Maintenant je sais
- Johnny Hallyday : Noël interdit
- Johnny Hallyday : Prends ma vie
- Johnny Hallyday : Je t’aime, je t’aime, je t’aime
- Johnny Hallyday : Johnny Rider
- Les Enfants de Dieu : My love is love
- Les Enfants de Dieu : Liberty
- Marie Laforêt : Cadeau
- Michel Delpech : Les Divorcés
- Michel Fugain : La fête
- Michel Sardou : Les Vieux Mariés
- Michel Sardou : Les Villes de solitude
- Michel Sardou : Je veux l’épouser pour un soir
- Michel Sardou : Une fille aux yeux clairs
- Mike Brant : Viens ce soir
- Mike Brant : C’est comme ça que je t’aime
- Mike Brant : On se retrouve par hasard
- Mireille Mathieu : La Paloma adieu
- Nicoletta : Glory alléluia
- Olivier Lejeune & Patrick Green : Pot pour rire Mr le Président
- Patrick Juvet : Rappelle-toi minette
- Pierre Groscolas : Lady Lay
- Pierre Vassiliu : Qui c'est celui-là ?
- Richard Anthony : Amoureux de ma femme
- Ringo : Tentation
- Ringo : Accepte-moi
- Ringo : Remets ce disque
- Robert Miras : Jésus est né en Provence
- Roméo : Petit papa Noël
- Roméo : Je veux être un homme
- Santiana : Je t’avais juré de t’aimer
- Santiana : Petite femme
- Serge Lama : Chez moi
- Sheila : Mélancolie
- Sheila : Le couple
- Sheila : Tu es le soleil
- Sheila : Ne fais pas tanguer le bateau
- Sylvie Vartan : L’amour au diapason
- Sylvie Vartan : Bye bye Leroy Brown
- Titi et Grosminet : Titi à la neige
- Titi et Grosminet : Titi au Mexique
- Titi et Grosminet : Tout ce que je veux pour Noël

### Chansons non francophones
Cette liste présente, par ordre alphabétique, tous les titres non francophones s'étant classés parmi les 10 premières places des ventes hebdomadaires durant l'année 1974.
- ABBA : Waterloo
- Bimbo Jet : El Bimbo
- Carl Douglas : Kung Fu Fighting
- Dave : Sugar Baby Love
- David Essex : America
- George McCrae : Rock Your Baby
- Left Side : Like a Locomotion
- Terry Jacks : Seasons in the Sun
- The Rubettes : Sugar baby love
- The Rubettes : Tonight
- Velvet Glove : Sweet Was My Rose
- Waldo de los Rios : Nabucco

## Succès de l'année en France (albums)
Cette liste présente, par ordre alphabétique, les albums sortis en 1974 ayant obtenu une certification Platine ou Diamant en France.

### Doubles disques de platine (plus de 600.000 ventes)
- Edith Piaf : Disque d’or

### Disques de platine (plus de 300.000 ventes)
- Elvis Presley : Elvis forever
- Mike Brant : Rien qu’une larme
- Serge Lama : Chez moi
- Serge Lama : A l’Olympia
- Supertramp : Crime of the Century

## Succès internationaux de l’année
Cette liste présente, par ordre alphabétique, les trente titres et albums ayant eu le plus de succès dans les charts internationaux en 1974,.

### Singles
- ABBA : Waterloo
- Bachman-Turner Overdrive : You Ain't Seen Nothin' Yet
- Barbra Streisand : The Way We Were
- Barry White : Can't Get Enough of Your Love, Babe
- Carl Douglas : Kung Fu Fighting
- Charlie Rich : The Most Beautiful Girl
- Elton John : Bennie and the Jets
- Elton John : Lucy in the Sky with Diamonds
- Elton John : Don't Let the Sun Go Down on Me
- Eric Clapton : I Shot the Sheriff
- George McCrae : Rock Your Baby
- Grand Funk Railroad : The Loco-Motion
- Hues Corporation : Rock the Boat
- John Denver : Annie's Song
- Love Unlimited Orchestra (en) : Love's Theme
- Lynyrd Skynyrd : Sweet Home Alabama
- Marvin Hamlisch : The Entertainer Suzi Quatro
- MFSB : TSOP (The Sound of Philadelphia)
- Olivia Newton-John : I Honestly Love You
- Paper Lace (en) : The Night Chicago Died
- Paul Anka : (You're) Having My Baby
- Ringo Starr : You're Sixteen
- Steve Miller Band : The Joker
- Suzi Quatro : Devil Gate Drive (en)
- Terry Jacks : Seasons in the Sun
- The Hollies : The Air That I Breathe
- The Rubettes : Sugar Baby Love
- The Stylistics : You Make Me Feel Brand New
- The Three Degrees : When Will I See You Again
- Wings : Band on the Run

### Albums
- Bachman-Turner Overdrive : Not Fragile
- Bad Company : Bad Company
- Barry White : Can't get enough
- Bob Dylan : Planet Waves
- Bob Dylan : Before the Flood
- Carpenters : The singles 1969-1973
- Cat Stevens : Buddha & the chocolate box
- Crosby, Stills, Nash and Young : So Far
- David Bowie : Diamond Dogs
- Deep Purple : Burn
- Demis Roussos : Forever & ever
- Elton John : Greatest hits
- Elton John : Caribou
- Eric Clapton : 461 Ocean Boulevard
- Gordon Lightfoot : Sundown
- John Denver : Greatest hits
- John Denver : Back home again
- John Lennon : Walls and Bridges
- Joni Mitchell : Court and Spark
- Linda Ronstadt : Heart like a wheel
- Marvin Hamlisch : The Sting
- Mike Oldfield : Tubular Bells
- Neil Diamond : Serenade
- Neil Young : On the beach
- Santana : Greatest hits
- Stevie Wonder : Fulfillingness' First Finale
- Supertramp : Crime of the Century
- The Rolling Stones : It's Only Rock 'n Roll
- Wings : Band on the Run
- Yes : Tales from Topographic Oceans

## Récompenses
- États-Unis : 17e cérémonie des Grammy Awards
- États-Unis : American Music Awards 1974 (en)
- Europe : Concours Eurovision de la chanson 1974

## Formations et séparations de groupes
- Groupe de musique formé en 1974
- Groupe de musique séparé en 1974

## Naissances
- 12 janvier : Mel C, chanteuse britannique du groupe Spice Girls.
- 24 janvier : Rokia Traoré, chanteuse et musicienne malienne.
- 8 février : Guy-Manuel de Homem-Christo, compositeur et DJ français du groupe Daft Punk.
- 13 février : Robbie Williams, chanteur britannique.
- 20 février : Ophélie Winter, chanteuse française.
- 22 février : James Blunt, chanteur britannique.
- 10 mars : Keren Ann, chanteuse française d'origine israélienne.
- 17 avril : Victoria Beckham, chanteuse britannique du groupe Spice Girls.
- 29 avril : Anggun, chanteuse indonésienne naturalisée française.
- 10 mai :
  - Quentin Elias, chanteur français, membre du groupe Alliage († 25 février 2014).
  - Doc Gynéco, rappeur et producteur français.
- 16 mai : Laura Pausini, chanteuse italienne.
- 23 mai : Jewel, chanteuse américaine.
- 1er juin : Alanis Morissette, chanteuse canadienne.
- 11 juillet : Lil' Kim, rappeuse américaine.
- 20 juillet : Bonny B., bluesman cambodgien.
- 1er septembre : Filip Nikolic, chanteur et acteur français, membre des 2 Be 3 († 16 septembre 2009).
- 28 septembre : Daphné, chanteuse française.
- 2 novembre : Nelly, rappeur américain.
- 10 décembre : Meg White, batteuse du groupe de rock White Stripes.
- 13 décembre : An Pierlé, chanteuse belge.

## Décès
- 28 mars : Arthur Crudup, bluesman américain
- 8 mai : Graham Bond, bluesman britannique
- 24 mai : Duke Ellington, jazzman américain
- 27 juillet : Lightnin' Slim, bluesman américain
- 29 juillet : Cass Elliot, chanteuse de The Mamas & The Papas
- 23 septembre : Robbie McIntosh, batteur du groupe Average White Band
- 8 novembre : Ivory Joe Hunter, bluesman américain
- 25 novembre : Nick Drake, artiste folk britannique